# 达木丁·朝格特巴特尔

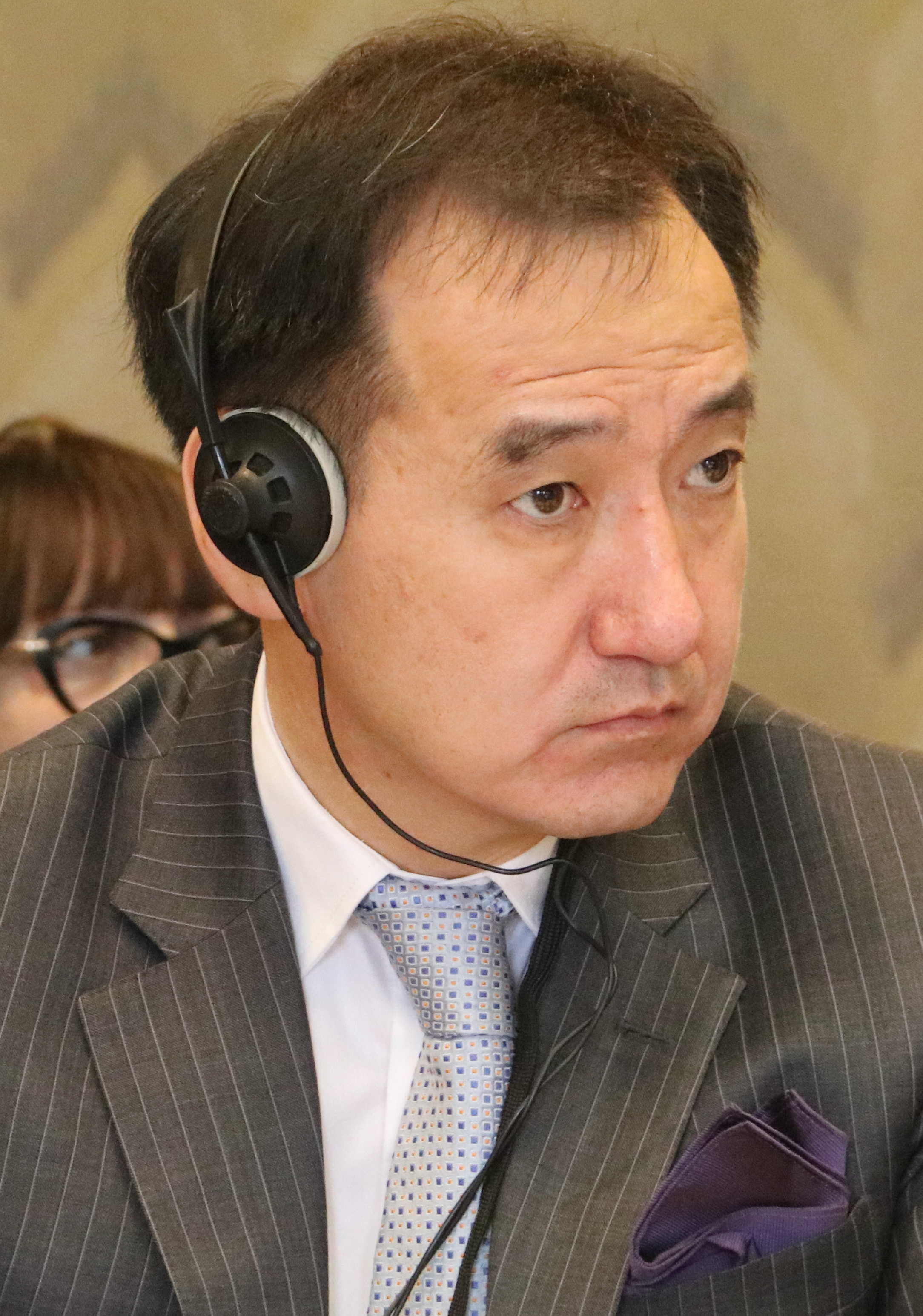
达木丁·朝格特巴特尔

达木丁·朝格特巴特尔（1970年1月14日—）蒙古族，籍贯不详，蒙古国政治人物。

## 生平
朝格特巴特尔自澳大利亚国立大学法学院获得法学（国际法）硕士学位，自莫斯科国立国际关系学院获得政治学硕士学位。他掌握了俄语、英语、高棉语和泰语。他是一位学者，在国际上出版著作。其有关世界贸易组织（WTO）的著作在伦敦、波士顿和剑桥出版。
朝格特巴特尔曾任蒙古国外交部多边合作司副司长。随后，自2002年起，朝格特巴特尔出任蒙古国总统的外交政策顾问。他还曾任蒙古国外交部外贸经济合作司（department）的世界贸易组织专员（desk-officer），外交部亚洲和非洲處（division）负责澳大利亚、新西兰和一些东盟国家的专员（desk-officer）。他还在蒙古国立大学外交学院担任兼职讲师，主讲国际法和贸易法。
2012年1月，他被任命为蒙古国环境和旅游部部长。